# Železniční stanice Petach Tikva Sgula
Železniční stanice Petach Tikva Sgula (hebrejsky תחנת הרכבת פתח תקווה סגולה, Tachanat ha-rakevet Petach Tikva Sgula) je železniční stanice na železniční trati Tel Aviv-Ra'anana v Izraeli.
Leží v centrální části Izraele, v pobřežní planině, cca 11 kilometrů od břehu Středozemního moře v nadmořské výšce okolo 20 metrů. Je situována na východní okraj aglomerace Tel Avivu, konkrétně na severovýchodní okraj města Petach Tikva. Jde o hustě osídlenou městskou krajinu, která ale severně a východně od stanice přechází v původní zemědělskou krajinu, jíž protéká řeka Jarkon. Přímo na severu ale se stanicí sousedí menší průmyslová zóna. Dál k severu vede dálnice číslo 5, ke které východně od stanice míří dálnice číslo 40.
Již koncem 40. let 20. století tudy vedla krátká železniční spojka, která jako jediná propojovala Tel Aviv a město Haifa, tehdy ovšem přes takzvanou východní železniční trať. Po výstavbě pobřežní železniční trati mezi Tel Avivem a městy Netanja a Chadera ovšem role této spojky klesla a koncem 20. století tu byla osobní přeprava přerušena. Současná stanice byla otevřena v roce 2000. Zároveň s ní se otevřela i železniční stanice Bnej Brak a železniční stanice Roš ha-Ajin darom. Šlo o součást dlouhodobých investic směřujících k posílení a zahuštění železniční sítě v aglomeraci Tel Avivu. Stanice je obsluhována autobusovými linkami společnosti Egged. K dispozici jsou parkovací místa pro automobily, prodejní stánky a veřejný telefon.